# New-Britaindwergijsvogel
De New-Britaindwergijsvogel (Ceyx sacerdotis) is een vogel uit de familie Alcedinidae (ijsvogels).

## Verspreiding en leefgebied
Deze soort komt voor in Nieuw-Brittannië en Umboi.